# 吕尔布-圣克里斯托
吕尔布-圣克里斯托（法語：Lurbe-Saint-Christau，法語發音：[lyʁb sɛ̃ kʁisto]）是法国比利牛斯-大西洋省的一个市镇，属于奥洛龙-圣玛丽区。

## 地理
吕尔布-圣克里斯托（43°6'50"N, 0°36'26"W）面积7.47 平方千米，位于法国新阿基坦大区大西洋比利牛斯省，该省份为法国东南部省份，涵盖了贝阿恩与北巴斯克，西临大西洋比斯開灣，北至朗德省，东北接热尔省，东临上比利牛斯省，南与西班牙接壤。
与吕尔布-圣克里斯托接壤的市镇（或旧市镇、城区）包括：阿萨斯普-阿罗斯、埃叙斯、奥洛龙-圣玛丽。

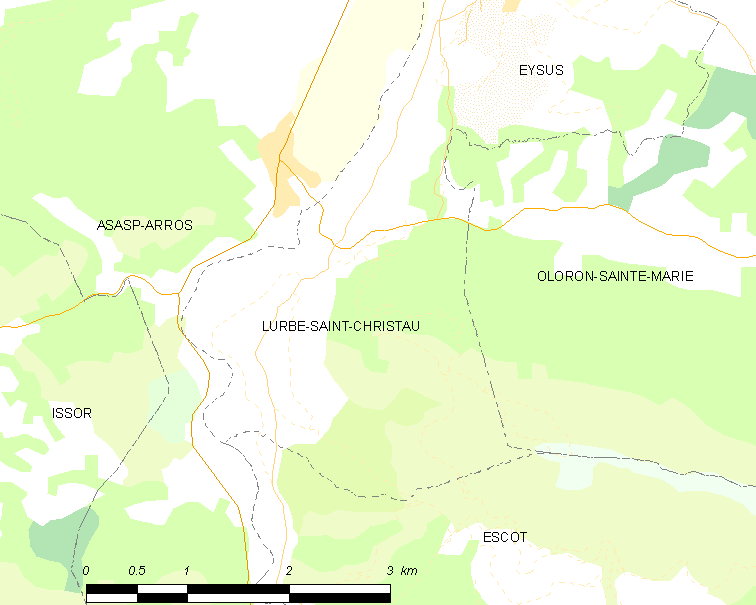
吕尔布-圣克里斯托的OSM定位图

吕尔布-圣克里斯托的时区为UTC+01:00、UTC+02:00（夏令时）。

## 行政
吕尔布-圣克里斯托的邮政编码为64660，INSEE市镇编码为64360。

## 政治
吕尔布-圣克里斯托所属的省级选区为奥洛龙-圣玛丽第一县。

## 人口

1962-2008年间吕尔布-圣克里斯托人口变化图示

吕尔布-圣克里斯托于2022年1月1日时的人口数量为206人。